# Antipodogomphus acolythus
Antipodogomphus acolythus là loài chuồn chuồn trong họ Gomphidae. Loài này được Martin mô tả khoa học đầu tiên năm 1901.